# Roman Mityukov
Roman Mityukov (Ginevra, 30 luglio 2000) è un nuotatore svizzero, specializzato nel dorso e nello stile libero.

## Biografia
E' allenato da Laurent Trincat e Damien de Palmas.
Agli europei di Budapest 2021, disputati alla Duna Aréna nel maggio 2021, si è aggiudicato la medaglia di bronzo nei 200 metri dorso, concludendo alle spalle di russo Evgenij Rylov e del britannico Luke Greenbank.
Vanta due medaglie mondiali (un argento ed un bronzo), entrambe conquistate nei 200 metri dorso. Nel 2024, agli europei di Belgrado, vince nuovamente il bronzo nei 200 metri dorso, così come alle successive Olimpiadi di Parigi.

## Palmarès
| Anno | Manifestazione    | Sede     | Evento              | Risultato | Prestazione | Note             |
| ---- | ----------------- | -------- | ------------------- | --------- | ----------- | ---------------- |
| 2018 | Europei giovanili | Helsinki | 200 m dorso         | Bronzo    | 1'59"23     |                  |
| 2019 | Mondiali          | Gwangju  | 100 m dorso         | 28º B     | 54"87       |                  |
| 2019 | Mondiali          | Gwangju  | 200 m dorso         | 13º SF    | 1'57"93     | Record nazionale |
| 2019 | Mondiali          | Gwangju  | 4x100 m sl          | 19º B     | 3'16"85     |                  |
| 2019 | Mondiali          | Gwangju  | 4x100 m misti       | 18º B     | 3'36"98     | Record nazionale |
| 2019 | Mondiali          | Gwangju  | 4x100 m sl mista    | 11º B     | 3'29"14     | Record nazionale |
| 2019 | Mondiali          | Gwangju  | 4x100 m misti mista | 13º B     | 3'48"98     |                  |
| 2021 | Europei           | Budapest | 100 m sl            | 8º        | 48"47       |                  |
| 2021 | Europei           | Budapest | 200 m sl            | dns       | dns         |                  |
| 2021 | Europei           | Budapest | 100 m dorso         | 10º       | 53"87       | [ 2 ]            |
| 2021 | Europei           | Budapest | 200 m dorso         | Bronzo    | 1'56"33     |                  |
| 2021 | Europei           | Budapest | 4x100 m sl          | 6º        | 3'13"41     | Record nazionale |
| 2023 | Mondiali          | Fukuoka  | 200 m dorso         | Bronzo    | 1'55"34     | Record nazionale |
| 2024 | Mondiali          | Doha     | 200 m dorso         | Argento   | 1'55"40     |                  |
| 2024 | Europei           | Belgrado | 200 m dorso         | Bronzo    | 1'55"75     |                  |
| 2024 | Giochi olimpici   | Parigi   | 200 m dorso         | Bronzo    | 1'54"85     |                  |